# The Last of the Buffalo
The Last of the Buffalo – obraz olejny na płótnie amerykańskiego malarza Alberta Bierstadta z 1888 roku, znajdujący się w zbiorach National Gallery of Art w Waszyngtonie.

## Historia
Albert Bierstadt był twórcą monumentalnych pejzaży, do których pomysły czerpał podczas swoich podróży na Zachodnie Wybrzeże Stanów Zjednoczonych. W 1859 malarz dotarł do Gór Skalistych, z których przywiózł szkice, fotografie stereoskopowe i indiańskie artefakty. Drugą podróż odbył na zachód w towarzystwie pisarza Fitza Hugh Ludlowa w 1863 roku, odwiedzając Yosemite Valley i Oregon, aż do rzeki Kolumbia. Także w lipcu 1871 roku wraz z żoną Rosalie Bierstadt malarz odbył podróż koleją transkontynentalną do San Francisco. Kolejny raz gromadząc materiały, które potem wykorzystał, malując obrazy przedstawiające Zachód.
W późnym okresie twórczości artysta spotkał się z krytyką, dotyczącą sposobu przedstawiania tematu. Zaczęto zarzucać mu zbytnią teatralność ujęć. W 1889 roku amerykańska komisja, której powierzono wybór prac na Wystawę Światową w Paryżu, odrzuciła namalowany przez Bierstadta w 1888 roku obraz The Last of the Buffalo. Oficjalnie uznano płótno za zbyt duże. Prawdziwym powodem odrzucenia, jak sugeruje nota na muzealnej stronie dzieła, mógł być jednak jego „staromodny styl”.
Obraz znajdowywał się pierwotnie w kolekcji własnej artysty w Nowym Jorku. Następnie został zakupiony przez Edwarda Bierstadta. Przechodząc z rąk do rąk, 19 kwietnia 1909 roku trafił do kolekcji Corcoran Gallery of Art w Waszyngtonie. W 2014 roku otrzymała go waszyngtońska National Gallery of Art (muzealny numer katalogowy 2014.79.5).

## Opis
Obraz o wymiarach 180,3 × 301,63 cm (w ramach 217,17 × 339,09 × 13,97 cm) jest sygnowany w prawym dolnym rogu: Albert Bierstadt. Olbrzymi pejzaż zawiera elementy szkicowane przez artystę podczas swych podróży na zachód Ameryki. W tym przypadku są to rzeczy charakterystyczne dla krainy Wielkich Równin. Na pierwszym planie przedstawione zostały bizony, jeden martwy, drugi ranny. Scenerią jest sucha, złotawa łąka. Ich pobratymcy, namalowani w oddali w dużej liczbie, przechodzą rzekę na szerokiej równinie. Krajobraz w oddali zamienia się w prerię, wzgórza, płaskowyże, aż po ośnieżone szczyty. Oprócz bizonów Bierstadt namalował takie zwierzęta równin, jak: wapiti, kojot, widłoróg, lis, królik, czy nieświszczuk.
Przedstawienie ogromnych stad bizonów było wymysłem Bierstadta, gdyż w momencie powstania obrazu zwierzęta te znajdowały się na skraju wyginięcia. Rozgrywająca się scena starcia jeźdźcy z nacierającym bizonem była więc anachronizmem. Populacja bizonów zmniejszyła się do około 1000 osobników z 30 milionów na początku XIX wieku. Pod koniec XIX wieku zaczęto czynić starania o odrodzenie populacji.
Grupa Indian na koniach goni uciekające w kierunku rzeki stado. Jeden z myśliwych leży ranny lub zabity tuż za jednym z namalowanych na pierwszym planie bizonów. Walczący z bizonem indiański myśliwy dosiada białego wierzchowca. Podnosi włócznię ozdobioną piórami, by ugodzić nacierające zwierzę. Indianin ma długie ciemne włosy, jest skąpo ubrany. Nosi pióropusz. Prawie na pierwszym planie zwraca uwagę szereg wysuszonych bizonich czaszek.

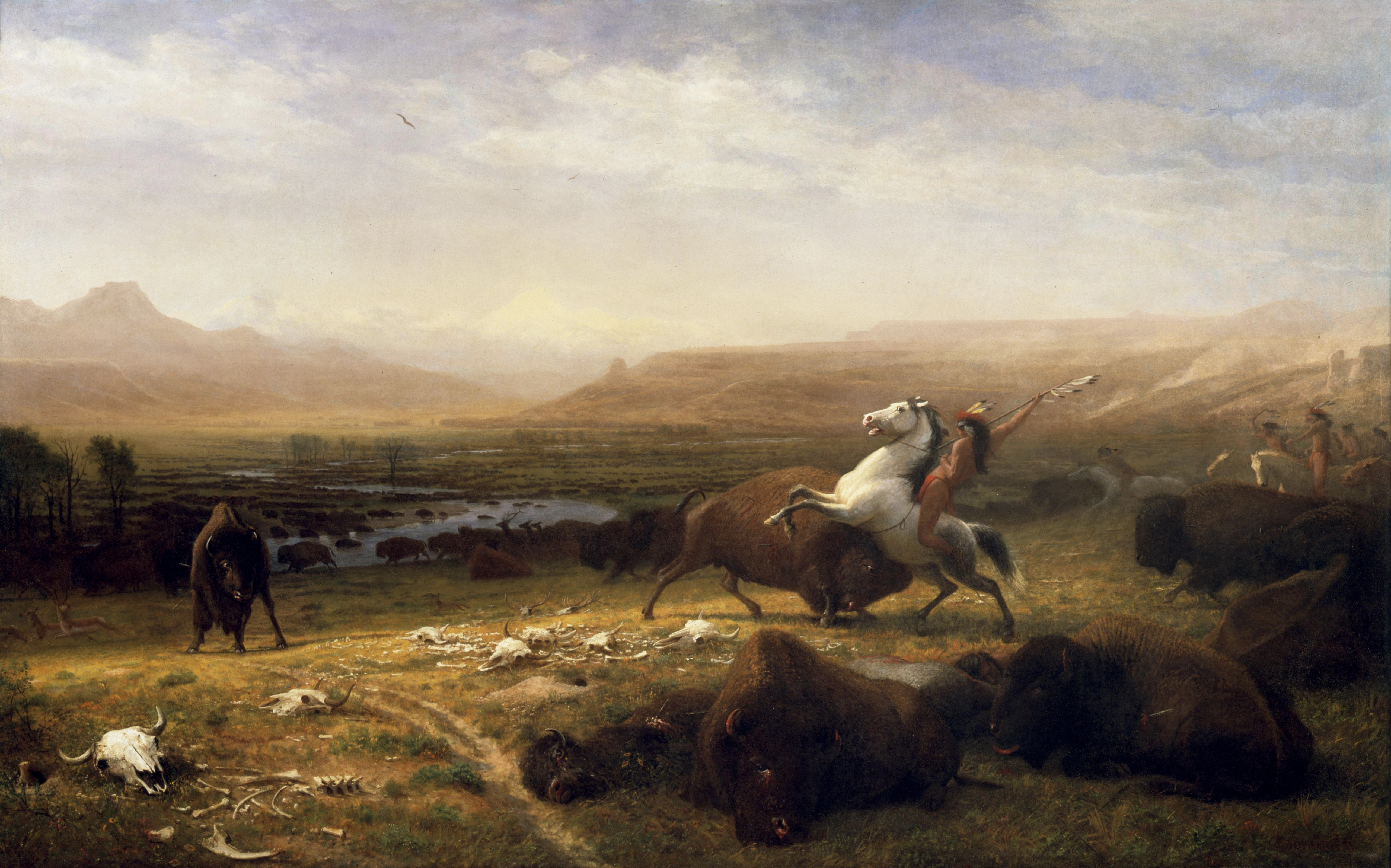
Wersja z Buffalo Bill Center of the West w Cody, Wyoming
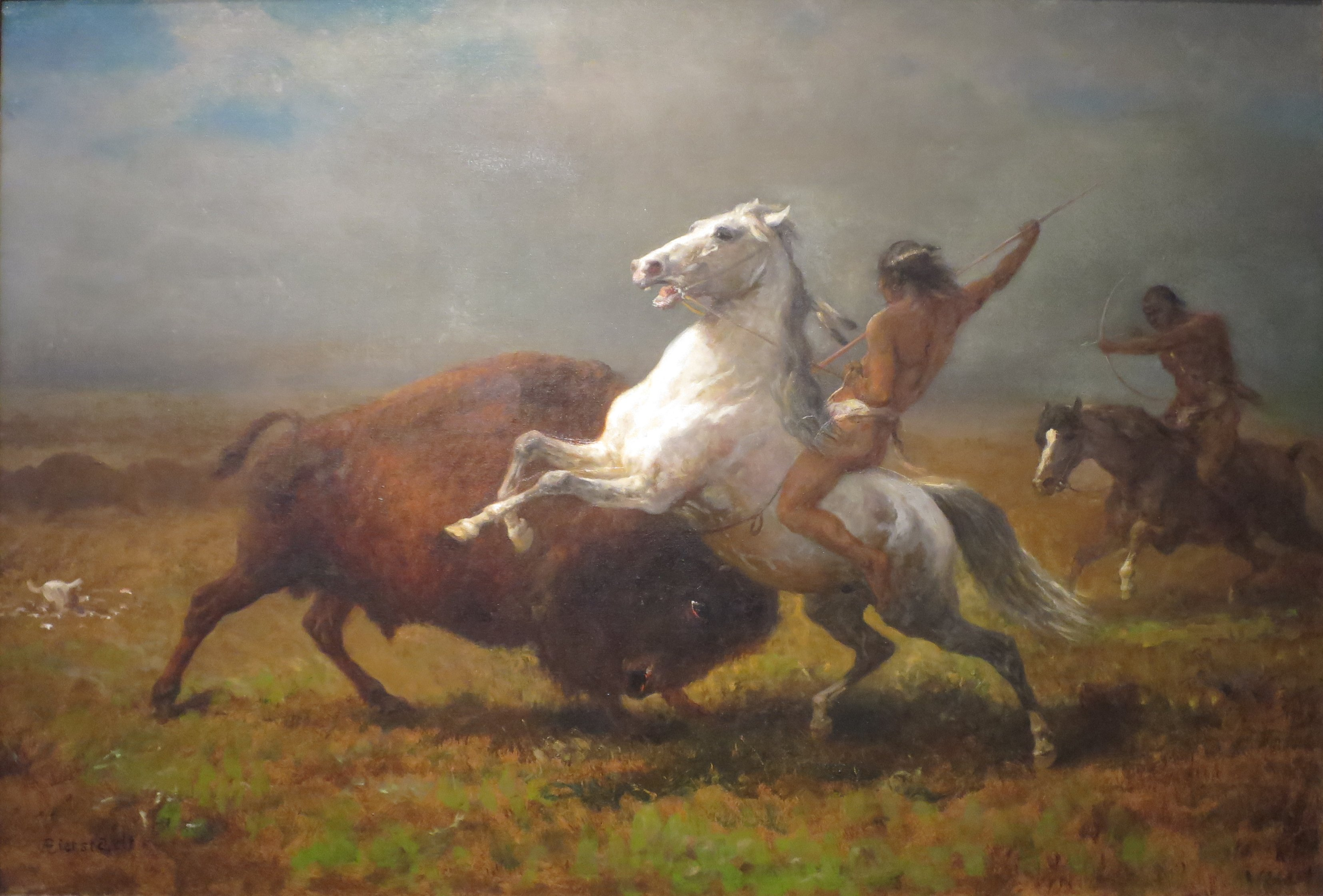
Studium do The Last of the Buffalo
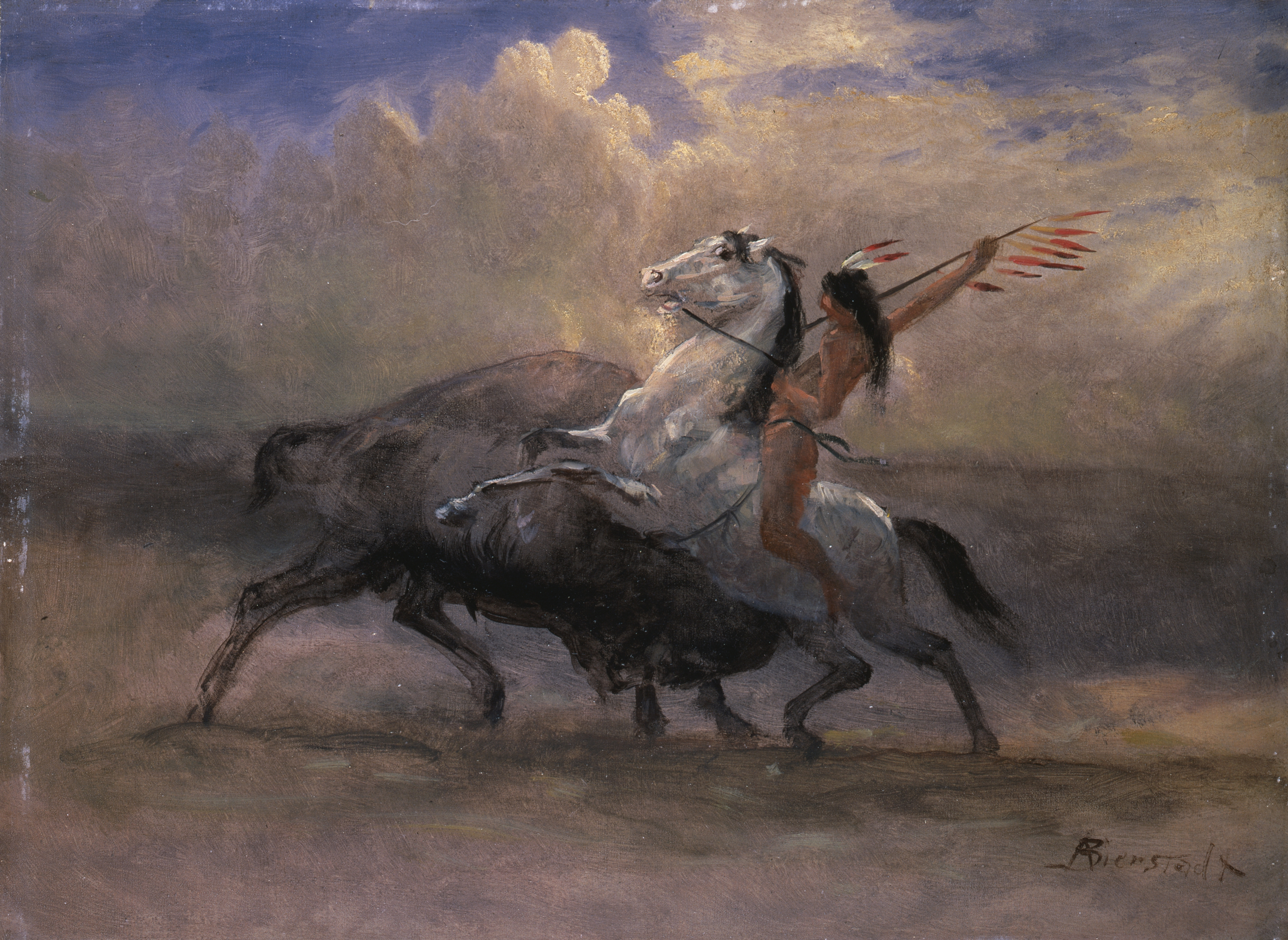
Szkic do The Last of the Buffalo